# Eugén Strömberg
Osmin Adrian Eugén Strömberg, född 4 mars 1895 i Oskarshamns församling i Kalmar län, död 15 januari 1971 i Oscars församling i Stockholm, var en svensk militärläkare.

## Biografi
Strömberg avlade studentexamen i Kalmar 1913. Han avlade medicine kandidatexamen i Stockholm 1918 och medicine licentiat-examen 1923. År 1931 promoverades han till medicine doktor vid Uppsala universitet med avhandlingen Zur Frage nach dem Baue des Glaskörpers. Åren 1929–1938 tjänstgjorde han vid olika sjukhus i Uppsala och Göteborg. Han var bataljonsläkare vid Västmanlands regemente 1923–1927 och regementsläkare där 1927–1930, varpå han var regementsläkare vid Norra skånska infanteriregementet 1930–1934 och vid Göta artilleriregemente 1934–1940. Han var sjukvårdsinspektör 1940–1949 och fältläkare 1942–1953, varpå han var tillförordnad arméöverläkare och chef för Fältläkarkåren med överstes tjänsteklass 1949–1953 och ordinarie innehavare av tjänsten 1953–1960.
Han var ledamot av 1944 års militärsjukvårdskommitté, 1946 års synkravskommitté och militärläkarlöneutredningen samt expert i utredningen om hälso- och sjukvård vid krig 1951.
Strömberg invaldes 1954 som ledamot av Kungliga Krigsvetenskapsakademien.